# براونز فالي
براونز فالي (بالإنجليزية: Browns Valley, Minnesota)‏ هي مدينة تقع في ولاية مينيسوتا في الولايات المتحدة. تبلغ مساحة هذه المدينة 2.05 (كم²)، وترتفع عن سطح البحر 301 م، بلغ عدد سكانها 589 نسمة في عام 2010 حسب إحصاء مكتب تعداد الولايات المتحدة.

## التركيبة السكانية
قام مكتب تعداد الولايات المتحدة بتحديد بيانات التركيبة السكانية لبراونز فاليفي تعداد الولايات المتحدة. في ما يلي، التركيبة السكانية حسب تعدادي 2000 و2010.

### تعداد عام 2000
بلغ عدد سكان براونز فالي 690 نسمة بحسب تعداد عام 2000، وبلغ عدد الأسر 285 أسرة وعدد العائلات 171 عائلة مقيمة في المدينة. في حين سجلت الكثافة السكانية 878.5 نسمة لكل ميل مربع (339.2/كم2). وبلغ عدد الوحدات السكنية 317 وحدة بمتوسط كثافة قدره 403.6 نسمة لكل ميل مربع (155.8/كم2).
وتوزع التركيب العرقي للمدينة بنسبة 82.61% من البيض و 15.80% من الأمريكيين الأصليين و 0.43% من الأمريكيين ذوي الأصول الآسيوية و 0.14% من سكان جزر المحيط الهادئ و 0.87% من عرقين مختلطين أو أكثر.
بلغ عدد الأسر 285 أسرة كانت نسبة 26.3% منها لديها أطفال تحت سن الثامنة عشر تعيش معهم، وبلغت نسبة الأزواج القاطنين مع بعضهم البعض 45.3% من أصل المجموع الكلي للأسر، ونسبة 9.5% من الأسر كان لديها معيلات من الإناث دون وجود شريك، وكانت نسبة 40.0% من غير العائلات. تألفت نسبة 36.5% من أصل جميع الأسر من أفراد ونسبة 21.4% كانوا يعيش معهم شخص وحيد يبلغ من العمر 65 عاماً فما فوق. وبلغ متوسط حجم الأسرة المعيشية 3.02، أما متوسط حجم العائلات فبلغ 2.29.
بلغ العمر الوسطي للسكان 45 عاماً. وكانت نسبة 24.5% من القاطنين تحت سن الثامنة عشر، وكانت نسبة 7.4% بين الثامنة عشر والأربعة وعشرون عاماً، ونسبة 17.8% كانت واقعةً في الفئة العمرية ما بين الخامسة والعشرون حتى والأربعة وأربعون عاماً، ونسبة 19.3% كانت ما بين الخامسة والأربعون حتى الرابعة والستون، ونسبة 31.0% كانت ضمن فئة الخامسة والستون عاماً فما فوق. يوجد لكل 100 أنثى 86.5 ذكر، ويوجد لكل 100 أنثى في الثامنة عشر من عمرها فما فوق 82.2 ذكر.
بلغ متوسط دخل الأسرة في المدينة 26,563 دولار، أما متوسط دخل العائلة فبلغ 30,208 دولار. وكان متوسط دخل الذكور 25,500 دولار مقابل 20,139 دولار للإناث. وسجل دخل الفرد الخاص بالمدينة 15,062 دولار. وكانت نسبة 10.3% من العائلات ونسبة 14.4% من السكان تحت خط الفقر، وكان من هؤلاء نسبة 16.5% تحت سن الثامنة عشر ونسبة 11.0% في الخامسة والستين من العمر وما فوق.

### تعداد عام 2010
بلغ عدد سكان براونز فالي 589 نسمة بحسب تعداد عام 2010، وبلغ عدد الأسر 247 أسرة وعدد العائلات 141 عائلة مقيمة في المدينة. في حين سجلت الكثافة السكانية 745.6 نسمة لكل ميل مربع (287.9/كم2). وبلغ عدد الوحدات السكنية 288 وحدة بمتوسط كثافة قدره 364.6 لكل ميل مربع (140.8/كم2).
وتوزع التركيب العرقي للمدينة بنسبة 75.2% من البيض و 21.4% من الأمريكيين الأصليين و 0.5% من الأمريكيين ذوي الأصول الآسيوية و 2.4% من عرقين مختلطين أو أكثر.
بلغ عدد الأسر 247 أسرة كانت نسبة 23.5% منها لديها أطفال تحت سن الثامنة عشر تعيش معهم، وبلغت نسبة الأزواج القاطنين مع بعضهم البعض 38.5% من أصل المجموع الكلي للأسر، ونسبة 13.0% من الأسر كان لديها معيلات من الإناث دون وجود شريك، بينما كانت نسبة 5.7% من الأسر لديها معيلون من الذكور دون وجود شريكة وكانت نسبة 42.9% من غير العائلات. تألفت نسبة 40.5% من أصل جميع الأسر من أفراد ونسبة 24.3% كانوا يعيش معهم شخص وحيد يبلغ من العمر 65 عاماً فما فوق. وبلغ متوسط حجم الأسرة المعيشية 2.97، أما متوسط حجم العائلات فبلغ 2.23.
بلغ العمر الوسطي للسكان 48.3 عاماً. وكانت نسبة 22.2% من القاطنين تحت سن الثامنة عشر، وكانت نسبة 5.4% بين الثامنة عشر والأربعة وعشرون عاماً، ونسبة 18.7% كانت واقعةً في الفئة العمرية ما بين الخامسة والعشرون حتى والأربعة وأربعون عاماً، ونسبة 23.7% كانت ما بين الخامسة والأربعون حتى الرابعة والستون، ونسبة 30.1% كانت ضمن فئة الخامسة والستون عاماً فما فوق. وتوزع التركيب الجنسي للسكان بنسبة 46.0% ذكور و54.0% إناث.

## وصلات خارجية
- The US50 - Cities and Towns in Minnesota State